# Bitwa o Głowaczów
Bitwa o Głowaczów – stoczona 10 września 1939 roku w Głowaczowie i okolicach bitwa między polską 13 Dywizją Piechoty a niemiecką 1 Dywizją Lekką.

## Geneza
Po walkach pod Tomaszowem Mazowieckim 13 Dywizja Piechoty, przemieszczała się na wschód by przekroczyć Wisłę przez tzw. most maciejowicki. Pułkownik Kaliński wydał dowódcom oddziałów 13 Dywizji Piechoty rozkaz do przegrupowania na Głowaczów i Ryczywół, celem połączenia się w pobliskim lesie. Przed świtem 10 września pierwszy wyruszył do Głowaczowa 13 batalion saperów. Po dotarciu do miejscowości, został zaskoczony i ostrzelany przez Niemców, którzy zdążyli już zdobyć wieś. Saperzy trafili do niewoli.

## Bitwa
Po dotarciu do Głowaczowa pełnych sił polskiej 13 Dywizji Piechoty rozpoczęła się bitwa. W początkowej fazie bitwy oddziały polskie ulegały pod silnym ostrzałem niemieckim. Po początkowych niepowodzeniach zaatakował 44 pułk piechoty dowodzony przez kapitana Walentego Parata wspierany przez część 1 batalionu czołgów lekkich, w którym znajdowały się polskie czołgi typu 7TP. Po dwóch godzinach walki Polacy zajęli Głowaczów, a Niemcy zmuszeni byli wycofać się za Radomkę. Podczas bitwy zniszczono przynajmniej 4 niemieckie czołgi w tym jeden typu Panzerkampfwagen IV i 2 Pz 35 (t) co dokumentują zdjęcia.

## Po bitwie
Po zwycięstwie zwolniono jeńców – saperów oraz oficerów, zdobyto także prowiant i amunicję. Od niemieckich jeńców dowiedziano się o rozmieszczeniu jednostek nieprzyjaciela oraz o zajęciu Ryczywołu. Dzięki znalezionym dokumentom polscy żołnierze odkryli sposób porozumiewania się z dywersantami niemieckimi.

## Pamięć
Na cmentarzu w Głowaczowie znajduje się zbiorowa mogiła poległych w bitwie polskich żołnierzy. Jest ich tam pochowanych 86 z czego 24 zidentyfikowanych. Ze strony niemieckiej śmierć poniósł wysoki rangą oficer, którego pogrzebano w Głowaczowie. Dwa tygodnie później jego ciało zostało przewiezione do III Rzeszy.